# Leptocoma brasiliana
Leptocoma brasiliana е вид птица от семейство Nectariniidae.